# Spannstift
| ISO          | DIN (zurückgezogen) |
| ------------ | ------------------- |
| EN ISO 8750  | DIN 7343            |
| EN ISO 8751  | -                   |
| EN ISO 8752  | DIN 1481            |
| EN ISO 13337 | DIN 7346            |

Spannhülse leichte Ausführung (EN ISO 13337)

Spannhülse schwere Ausführung (EN ISO 8752)

Ein Spannstift bzw. eine Spannhülse ist ein hohler, geschlitzter Stift und dient der Befestigung von Maschinenelementen. Er besteht aus Federstahl (z. B. C67S, früher oft 56Si7) und ist ein Blechstreifen, der zu einem (nicht ganz geschlossenen) Rohr geformt wird.
siehe hierzu auch: Stift (Maschinenbau)
Der Durchmesser wird so gewählt, dass er im eingebauten Zustand um ein gewünschtes Maß zusammengedrückt ist. Zum leichteren Einbringen in das Loch ist der Spannstift an seinen Enden kegelförmig gefast. Spannstifte der schweren Ausführung (EN ISO 8752) haben eine doppelt so dicke Wandung und sind nur an einem Ende angefast.
Möchte man zwei Teile miteinander verbinden, werden diese in gewünschter Weise zusammengefügt und an geeigneter Stelle mit einer durch beide Teile verlaufenden Bohrung versehen. Anschließend wird der Spannstift in die Bohrung eingesetzt. Dieser fixiert nun die beiden Teile miteinander.
Ein Spannstift kann für ähnliche Anwendungen wie ein Kerbstift verwendet werden.
Spannhülsen oder -stifte können hohe Scherkräfte übertragen und sind relativ anspruchslos, was die Einbaubedingungen betrifft. Es ist nicht unbedingt eine Passung für die Aufnahmebohrung nötig.
Klemmhülsen sehen ähnlich aus, dienen aber anderen Zwecken als die hier genannten Bauteile.
Die Verwendung der Spannstifte ist ähnlich zu der Funktion der Passstifte.